# Bulgarije in de Eerste Wereldoorlog
Bulgarije nam deel aan de Eerste Wereldoorlog aan de kant van de centrale mogendheden van 14 oktober 1915, toen het land de oorlog verklaarde aan Servië, tot 30 september 1918, wanneer de wapenstilstand van Thessaloniki werd ondertekend.

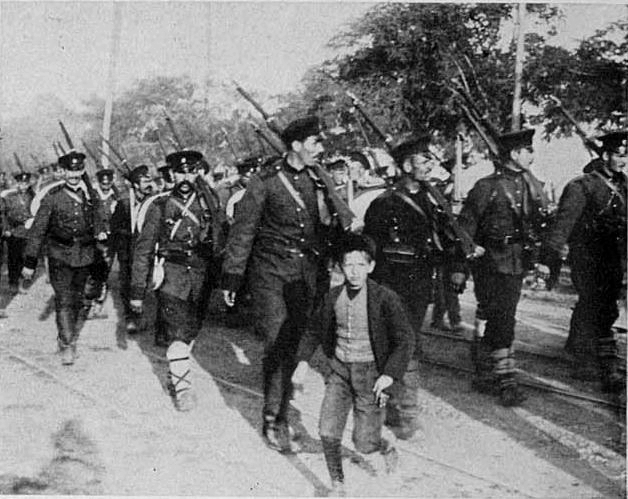
Vertrek van gemobiliseerde Bulgaarse soldaten

In de nasleep van de Balkanoorlogen was Bulgarije omringd door vijandige staten en ontnomen van steun van grootmachten. Anti-Bulgaarse gevoelens leefden vooral in Frankrijk en Rusland, omdat ze Bulgarije beschuldigden van de ontbinding van de Balkan-Unie. Dit en het falen van het buitenlands politieke beleid leidden ertoe dat een revanchistische houding centraal stond in de buitenlandse politiek van het land. 

Toen de Eerste Wereldoorlog in augustus 1914 uitbrak, verklaarde Bulgarije, zich herstellend van de negatieve economische en demografische gevolgen van vorige oorlogen, neutraal en vermeed daardoor dus directe betrokkenheid in het conflict. De strategische geografische ligging en het sterke militaire potentieel maakte het land een gewenste bondgenoot voor beide strijdende partijen, maar ze konden de 4 territoriale aanspraken die het land op zijn buurlanden maakte, moeilijk accepteren. 

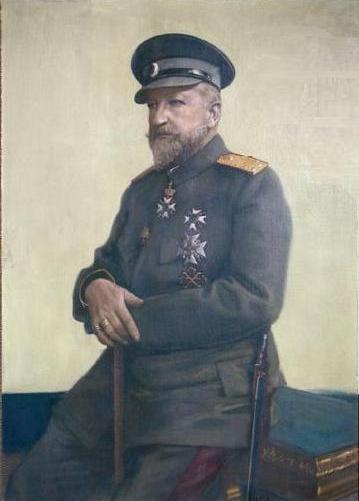
portret van tsaar Ferdinand I in een generaalsuniform

Naarmate de oorlog vorderde, bevonden de centrale mogendheden zich in een betere positie om aan de Bulgaarse eisen te voldoen en trokken het land uiteindelijk over de streep om zich aan de kant van de Centrale mogendheden te scharen in september 1915. 
Hoewel Bulgarije qua oppervlakte, economie en bevolking het kleinste lid van de alliantie was, leek het toch een vitale bijdrage te leveren aan de overwinningen op Roemenië en Servië en zorgde het tevens voor een handelsroute die nodig was voor de continue aanvoer van Duits oorlogsmaterieel naar het Ottomaanse Rijk.
Hoewel de oorlog aanvankelijk gekenmerkt werd door succesvolle campagnes, nadat aan de meeste Bulgaarse territoriale aspiraties was voldaan in 1915 en 1916, veranderde de oorlog voor Bulgarije in een uitputtingsoorlog. Deze langere periode verzwakte de economie aanzienlijk, creëerde diverse voedselproblemen en verminderde de gezondheid en het moreel van de frontsoldaten. Onder deze omstandigheden slaagden de Geallieerden erin om het front in Macedonië vanuit Griekenland te doorbreken en te zorgen voor een ineenstorting van het Bulgaarse Leger, doordat vele soldaten deserteerden en de republiek uitriepen. Bulgarije werd door de situatie gedwongen om een wapenstilstand te sluiten met de Geallieerden op 30 september 1918. Tsaar Ferdinand I deed afstand van de troon op 3 oktober 1918, ten faveure van zijn erfgenaam Boris III.
Het formele einde van de Bulgaarse deelname aan de oorlog was de ondertekening van het Verdrag van Neuilly in 1919, waardoor Bulgarije alle bezette gebieden en nog enkele oorspronkelijke gebieden verloor en zware herstelbetalingen moest betalen.

## Afbeeldingen

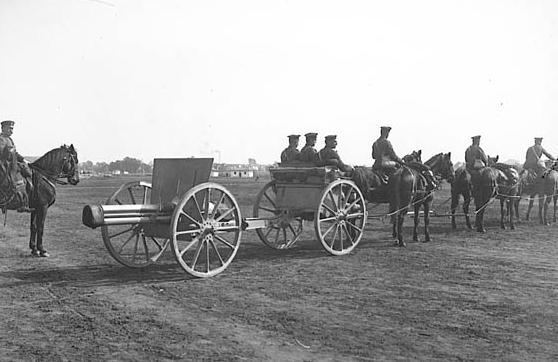
Bulgaarse artillerie wordt door paarden getrokken.
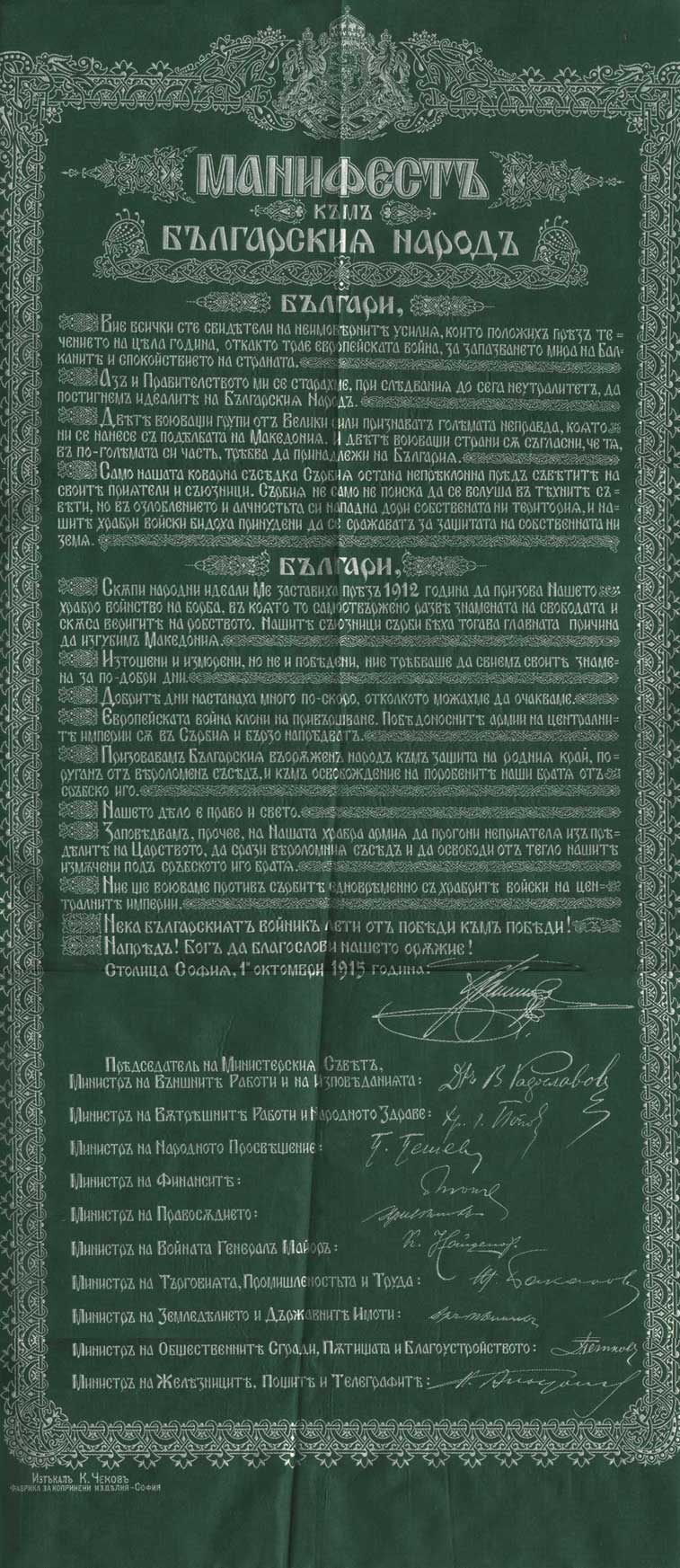
Bulgaarse oorlogsverklaring aan Servië.
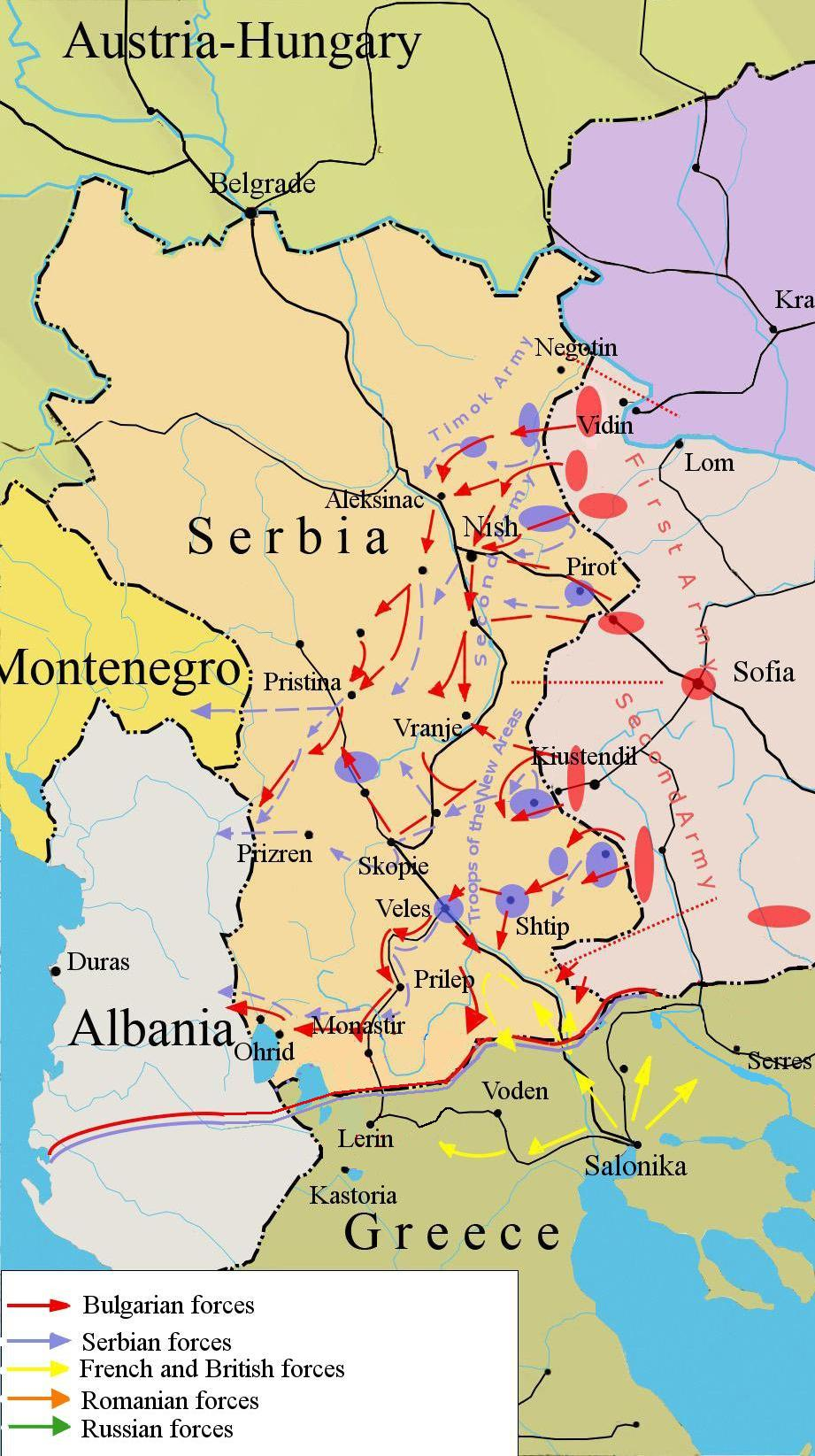
Bulgaarse militaire acties tijdens de Servische Campagne.
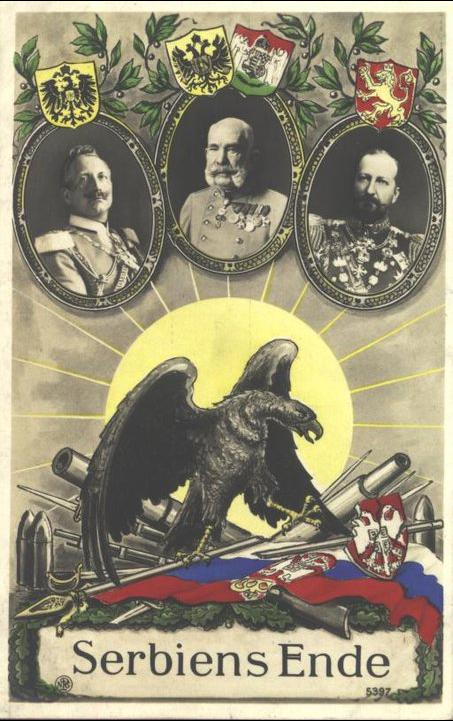
Duitse postkaart over het verslagen Servië.